# Awn Al-Saluli
Awn Al-Saluli (Bisha, 2 de septiembre de 1998) es un futbolista saudí que juega en la demarcación de defensa para el Al Taawoun FC de la Liga Profesional Saudí.

## Selección nacional
Hizo su debut con la selección absoluta de Arabia Saudita el 16 de noviembre de 2023 contra Pakistán en un partido de clasificación para la Copa Mundial de Fútbol de 2026 que finalizó con un resultado de 4-0 a favor del combinado saudí tras los goles de Abdulrahman Ghareeb, Abdullah Radif y un doblete de Saleh Al-Shehri.

## Clubes
| Club                   | País           | Año       | Partidos | Goles |
| ---------------------- | -------------- | --------- | -------- | ----- |
| Al-Ittihad Jeddah Club | Arabia Saudita | 2017-2019 | 6        | 0     |
| Al-Fayha FC (cedido)   | Arabia Saudita | 2019-2020 | 1        | 0     |
| Al-Nahda Club (cedido) | Arabia Saudita | 2021      | 12       | 2     |
| Al Taawoun FC          | Arabia Saudita | 2021-     | 73       | 0     |